# Таласка долина
Таласката долина (на киргизки: Талас өрөөнү; на руски: Таласская долина) е обширна долина в Северен Тяншан, в Киргизстан (Таласка област) и малка част (западната) в Казахстан (Жамбълска област), разположена между хребетите Киргизки на север и Таласки Алатау на юг. Дължина от запад на изток 250 km, ширина от 8 до 20 km. Надморска височина от 600 m на запад до 2000 m на изток. Отводнява се от река Талас (губи се в пустинята Мойънкум) и нейните притоци. Склоновете и дъното на долината са изградени от шисти, пясъчници и варовици, пронизани от интрузивни гранити. Господстват полупустинните, сухостепните и степните ладшафти. По плоското дъно на долината и по множеството наносни конуси по периферията ѝ са разположени земеделски оазиси. На река Талас, преди напускането ѝ на долината е изградено Кировското водохранилище. Долината е гъсто населена и има множество предимно малки населени места. Най-голямо селище е град Талас, а други по-големи са селата, районни центраве Бакайата и Къзъладър.

## Топографска карта
- К-42-Б М 1:500000[2]
- К-43-А М 1:500000[3]